# Grazie a te
Grazie a te è un singolo del gruppo musicale italiano Le Deva, pubblicato il 12 gennaio 2018. Il brano è stato scritto da L. Bono, Zibba, G.Bruno Verdiana Zangaro e Marco Rettani edito dalla casa discografica dischi dei sognatori.

## Tracce
- Download digitale

1. Grazie a te – 3:48

## Video musicale
Il videoclip della canzone è stato diretto da Mauro Russo e Alessandra Alfieri.